# Bacchisa violacea
Bacchisa violacea es una especie de escarabajo longicornio del género Bacchisa, tribu Astathini, subfamilia Lamiinae. Fue descrita científicamente por Aurivillius en 1923.

## Descripción
Mide 10 milímetros de longitud.

## Distribución
Se distribuye por Malasia.